# Yazaki
Yazaki este o companie producătoare de componente auto din Japonia.

## Yazaki în România
Compania are patru fabrici în România, în Brăila, Ploiești, Arad și Caracal, cea din Ploiești având 3.500 de angajați în anul 2009.
Pe langa cele 4 fabrici mai este si un centru de design in Timisoara.
Număr de angajați în 2013: 4.700 
Cifra de afaceri:
- 2010: 123,3 milioane euro[2]
- 2008: 495 milioane lei (135 milioane euro)[1]